# Journiac
Journiac é uma comuna francesa na região administrativa da Nova Aquitânia, no departamento Dordonha. Estende-se por uma área de 19,17 km². Em 2010 a comuna tinha 451 habitantes (densidade: 23,5 hab./km²).